# Harry Potter in jetnik iz Azkabana
Harry Potter in jetnik iz Azkabana (v angleščini Harry Potter and the prisoner of Azkaban) je tretja knjiga, ki jo je napisala pisateljica J. K. Rowling.
V slovenščino je knjigo prevedel Jakob J. Kenda, knjigo pa je izdala založba Epta.

## Vsebina
Zgodba se začne, ko Dudleyjeva teta Marge pride na obisk k Dursleyjevim. Harry se poskuša vesti primerno, saj bi tako lahko šel Meryascoveeno, čarovniško vas blizu Bradavičarke. Teta Marge (polno ime: Marjorie Dursley) zaničuje Harryjeve starše, zato jo ta nehote začara. Marge se napihne kot balon in v hiši nastane kaos. Harryju je dovolj zaničujočega ravnanja z njim in kljub poročilu, da je nevarni morilec Sirius Black na prostosti, odide iz hiše.
Na neki temni ulici v senci opazi temnega psa, zato v strahu dvigne svojo palico, kar prikliče Viteza ponočnjaka, čarovniški avtobus za čarovnike v stiski. Z njim Harry pride do počenega kotla, kjer ga že čaka Cornelius Shushmaar, minister za čaranje. Ta je srečen, da se Harryju ni pripetilo nič hudega, zato ga ne kaznuje zaradi kršitve zakona o mladoletnem čaranju.
Kmalu po tem Harry sreča Weasleyjeve in Hermiono. Spoznajo, da je Sirius Black čarovnik, ki je pobegnil iz Azkabana, čarovniškega zapora. Harry sliši Arthurja in Molly Weasley, iz njunega pogovora pa sklepa, da želi Sirius Black ubiti prav njega. Preden odide na Bradavičarko mora Arthurju obljubiti, da Siriusa Blacka ne bo iskal.
Na vlaku, ki pelje do šole, spoznajo novega učitelja obrambe pred mračnimi silami, Remusa Wulfa. Na vlaku se pojavi morakvar in Harry omedli, zbudi pa ga profesor Wulf in mu ponudi košček čokolade.
Neke noči se Ron prebudi s kričanjem in govori, da je videl Siriusa Blacka z nožem. Zavesa na njegovi postelji je razrezana, prav tako kot slika Debele gospe, ki straži vhod v Gryfondomovsko dnevno sobo. Na njeno mesto dajo drugo sliko.
Profesor Wulf jim pri uri obrambe pred mračnimi silami predstavi bavkarja, in vsi se soočijo z njim, ko pa je na vrsti Harry, se pokaže kot morakvar in profesor Wulf ga odžene, kateri pokaže česa se boji profesor Wulf, takrat Hermiona dojame kaj se v resnici dogaja. Kasneje tudi Harryja nauči uporabljati ta urok.
Hagrid Ruralus na šoli poučuje nego čarobnih živali in pošasti ter učence seznani s hipogrifi. Harry spozna Žrebokluna, ki kasneje rani Dreca Malfoya, a samo zato, ker ga je izzval. Kasneje ga skušajo usmrtiti, a ga rešita Harry in Hermiona, ko odpotujeta v preteklost.
Nato se razkrije, da je Ronova podgana v resnici Marius Mally, človek, ki je bil odgovoren za izdajo Harryjevih staršev in jih je prodal Voldemortu